# Приватна пракса
Приватна пракса је услуга коју пружају квалификовани и лиценцирани социјални радници у приватној пракси. То је процес у коме се вредности, знање и вештине стечене образовањем и искуством користе како би се пружиле квалитетне социјалне услуге у замену за узајамно договорену наплату.